# モンテネグロ社会主義者民主党
モンテネグロ社会主義者民主党（モンテネグロしゃかいしゅぎしゃみんしゅとう、モンテネグロ語:Demokratska partija socijalista Crne Gore/DPS）はモンテネグロの政党。

## 党史
DPSの歴史はユーゴスラビア社会主義連邦共和国の1980年後半の政治的混乱から始まる。スロボダン・ミロシェヴィッチはセルビア共和国共産主義者同盟で権力を掌握した後、ヴォイヴォディナ、コソボ、モンテネグロの共産主義者同盟の掌握も反官僚革命によって完了させ、それぞれの党指導部を自身のシンパに刷新した。この反官僚革命で空洞化したモンテネグロ指導部で一気に要職に引き上げられた若手のモミル・ブラトヴィチ、スヴェトザル・マロヴィッチ、ミロ・ジュカノヴィチという面々が後のDPS創設メンバーとなる。
1990年、ユーゴスラビア社会主義連邦共和国で初の試みとなる複数政党制による普通選挙にブラトヴィチを党首に据えて望んだモンテネグロ共産主義者同盟は125議席中83議席を占める大勝を収め、同日に行われた大統領選挙もブラトヴィチが制した事で、首相にもジュカノヴィチが選出され、普通選挙後もモンテネグロ共和国内の政治の中枢を掌握した。1991年には共産主義を放棄して党名をモンテネグロ社会主義者民主党に改称したが、党執行部の人事にほとんど変更はなかった。以後、ミロシェヴィッチの大セルビア的な強行姿勢を支持し続け、クロアチア紛争・ボスニア・ヘルツェゴビナ紛争にも兵を派遣した。しかし、ミロシェヴィッチが大セルビア的な主張を実現させる事が出来ずにデイトン合意を結ばされて以後は、変わらずミロシェヴィッチの支持に固執するブラトヴィチとミロシェビッチと距離を置こうと考えるジュカノヴィチらの派閥が対立し、党内に亀裂が走る。
1997年、大統領再選を目指すブラトヴィチに対して突如してジュカノヴィチが対立候補として出馬を宣言。モンテネグロの1997年大統領選挙では大接戦の末にジュカノヴィチが勝利して党のコントロールを奪取し、コソボ紛争でミロシェヴィッチの主張を支持しないことを表明して、一気に反ミロシェヴィッチに舵を切る。一方で破れたブラトヴィチ派は新党モンテネグロ社会主義者人民党（Socijalistička narodna partija Crne Gore/SNP）を旗揚げしてジュカノヴィチと完全に決裂した。党を掌握したジュカノビッチは首相にフィリップ・ヴヤノヴィッチを充てた新体制で親欧米外交を展開してNATOによる大規模空爆がモンテネグロにまで累が及ぶのを水際で回避し、更には流通通貨をユーゴスラビア・ディナールからドイツ・マルクに切り替えるなどの強硬策でセルビアとの経済的な連携を薄れさせ、国際社会でのセルビアの信用低下に乗じて独立の野心を隠さなくなった。民族政策においては強硬な大セルビア路線を取り下げ、アルバニア語教育の容認など多様性を認める宥和策に回帰して、国内の混乱を抑え込んだ。
ミロシェヴィッチの失脚後もモンテネグロの将来的な独立を主張するDPSは選挙で第一党を維持し続け、セルビアとの連合維持を主張する野党第一党SNPと鎬を削った。2003年にユーゴスラビアはセルビア・モンテネグロに改組・改称したが、DPSは同国憲法へ「3年後に連邦離脱を可能とする」条文を取り付ける事に成功し、セルビア・モンテネグロ連邦初代大統領兼首相にはマロヴィッチを就任させるなど相当な譲歩をセルビアから引き出した。そして2006年5月21日にはモンテネグロ独立の是非を問う国民投票が実施され、DPSは投票への参加と賛成票を投じることを呼びかけるキャンペーンを展開し投票率50％以上・賛成票55%以上というEUが提示した条件をクリアして、モンテネグロ独立に重大な役割を演じた。
その後も一貫して政権与党の座を守っていたが、2020年の総選挙では議席数の上では第一党を死守したものの、「モンテネグロの未来の為に」らが率いる野党連合が過半数を獲得して政権交代を成し遂げ、DPSは結党して以来初めて野党へと転落した。
社会主義共和国時代から通算して7期の首相、2期の大統領経験を持つジュカノヴィッチ総裁の指導体制は長きに渡り続き、大統領職もDPSの候補の独占が続いていたが、2023年の大統領選挙でジュカノビッチが新興政党PES!の擁立したヤコフ・ミラトヴィッチに敗北し、ジュカノビッチは党首を辞任。モンテネグロにおける大統領職のDPS候補の独占もまた終焉を迎えた。
さらに2023年の総選挙ではPES!が既存の政党連合を超えて第一党に躍進し、DPSは結党以来初めて議会第一党の座も失う結果となった。

## 歴代代表
| モンテネグロ社会主義者民主党代表 | モンテネグロ社会主義者民主党代表 | モンテネグロ社会主義者民主党代表 | モンテネグロ社会主義者民主党代表 | モンテネグロ社会主義者民主党代表 |
| -------------------------------- | -------------------------------- | -------------------------------- | -------------------------------- | -------------------------------- |
| 初                               |                                  | モミル・ブラトヴィチ             | 1991年6月22日 - 1997年10月19日   |                                  |
| 2                                |                                  | ミリカ・ペヤノビッチ             | 1997年10月19日 - 1998年10月31日  |                                  |
| 3                                |                                  | ミロ・ジュカノヴィチ             | 1998年10月31日 - 2023年4月6日    |                                  |
| 4                                |                                  | ダニエル・ジヴコヴィッチ         | 2023年4月6日 - 現職              |                                  |

## 党勢の推移
国民議会議員選挙における結果
| 年     | 得票数  | 得票率 | 獲得議席 | 議席数の増減 | 選挙後の立場 |
| ------ | ------- | ------ | -------- | ------------ | ------------ |
| 1990年 | 171,316 | 56.18% | 83 / 125 | 83           | 与党         |
| 1992年 | 126,083 | 42.66% | 46 / 85  | 37           | 与党         |
| 1996年 | 150,237 | 49.92% | 45 / 75  | 1            | 与党         |
| 1998年 | 170,080 | 48.87% | 32 / 75  | 13           | 与党         |
| 2001年 | 153,946 | 42.04% | 30 / 75  | 2            | 与党         |
| 2002年 | 167,166 | 48.0%  | 31 / 75  | 1            | 与党         |
| 2006年 | 164,737 | 48.62% | 32 / 81  | 1            | 与党         |
| 2009年 | 168,290 | 51.94% | 35 / 81  | 3            | 与党         |
| 2012年 | 165,380 | 45.60% | 32 / 81  | 3            | 与党         |
| 2016年 | 158,490 | 41.41% | 35 / 81  | 3            | 与党         |
| 2020年 | 143,548 | 35.06% | 29 / 81  | 6            | 野党         |
| 2023年 | 70,292  | 23.26% | 17 / 81  | 12           | 野党         |